# Kościół Matki Boskiej Nieustającej Pomocy w Pobiedziskach
Kościół Matki Boskiej Nieustającej Pomocy – jeden z trzech rzymskokatolickich kościołów parafialnych znajdujących się w Pobiedziskach, w województwie wielkopolskim. Świątynia mieści się na osiedlu Letnisko Leśne.
Prace przy budowie obecnego kościoła rozpoczęły się w sierpniu 1986 roku. Kamień węgielny, który został wyjęty z ołtarza Matki Boskiej Nieustającej Pomocy w kościele św. Alfonsa Marii Liguori w Rzymie, został poświęcony i wmurowany w mury świątyni przez prymasa Polski kardynała Józefa Glempa w dniu 17 maja 1988 roku. Budowa kościoła została zakończona w 2000 roku, wówczas świątynia została również konsekrowana przez arcybiskupa Henryka Muszyńskiego. Wnętrze, zaprojektowane przez artystów B. Musierowicza i Z. Krzyżanowskiego jest ozdobione ołtarzem głównym – w centralnym jego punkcie znajduje się wizerunek Matki Boskiej Nieustającej Pomocy, wokół którego roztaczają się monumentalne złote skrzydła. Obraz został podarowany kościołowi przez ks. Kazimierza Stelmaszyka jako wotum za ocalenie z obozu koncentracyjnego w Dachau. Innymi elementami dekoracyjnymi wnętrza są również piękne witraże zaprojektowane przez różnych artystów, wykonane w latach 1996-2012.